# Nata per vincere
Nata per vincere (Raise Your Voice) è un film del 2004. È stato diretto da Sean McNamara e vede come protagonista la giovane Hilary Duff affiancata da Oliver James, e Dana Davis. Il film narra la storia di una giovane ragazza di Flagstaff (Arizona) che trascorre parte dell'estate in una scuola estiva per giovani talenti a Los Angeles contro la volontà del padre.

## Trama
Terri Fletcher è una ragazza con una voce stupenda. Suo fratello maggiore, Paul, è la sua ispirazione e praticamente il suo migliore amico. Suo padre crede che ci siano cose molto più importanti nella vita che cantare. Terri ha acquistato per suo fratello due biglietti per il concerto della band canadese Three Days Grace per il suo diploma ma Paul è in castigo e non può così parteciparvi. Terri lo persuade ad andarci poiché è una occasione irripetibile e presto Paul andrà all'università e non avranno più molto tempo da passare insieme. Sulla via del ritorno, però, Terri e Paul hanno un incidente causato da un ubriaco che invade la loro corsia e li travolge nel quale la ragazza viene ferita leggermente e il fratello perde la vita. Terri si sente colpevole per la morte del fratello e cade in un profondo stato di depressione non riuscendo più a cantare.
Poco prima di morire, Paul aveva deciso di mandare un DVD alla scuola di musica più rinomata della costa occidentale per far ammettere la sorella. Dopo la morte del ragazzo, tuttavia, il padre non vuole farle frequentare i corsi. Con l'aiuto della zia Nina e di sua madre, Terri riesce a raggiungere la scuola e a frequentarla all'insaputa del padre.
Tutto questo, porta Terri a confidarsi con un ragazzo inglese, Jay Corgan, che le farà capire che in realtà la morte del fratello non è stata causata da lei. Grazie al ragazzo, inoltre, Terri comincia di nuovo a cantare. I due insieme compongono una canzone ("Someone's Watching Over Me") per l'esame di fine anno che vedrà assegnata una borsa di studio al vincitore. La canzone viene dedicata proprio a Paul che veglia costantemente sulla sorella.

## Produzione
Originariamente il film era stato realizzato come un progetto di musica cristiana e Evan Rachel Wood avrebbe dovuto interpretare Terri, la protagonista, ma il suo posto venne preso da Hilary a causa di conflitti con le decisioni prese per il resto del cast. Le canzoni del film sono tratte principalmente dall'album Hilary Duff dell'omonima cantante, album che uscì negli Stati Uniti una settimana prima del film; le principali canzoni che appaiono sono Fly, Someone's Watching Over Me e Jericho.

## Curiosità
- Nella camera di Paul, il fratello di Terri, è possibile vedere, fra quelli appesi alle pareti, un poster di una grossa locandina del film Final Destination 2: questa pellicola si apre con la scena di un incidente stradale, e proprio un incidente stradale è la causa della morte di Paul.
- Le canzoni che si sentono al concerto e prima dell'incidente in macchina sono Home e Are You Ready dei Three Days Grace.
- Nel montaggio per la scena dell'esibizione canora di Terri con Jay per la canzone Someone's Watching Over Me, nei repentini stacchi fra un'inquadratura e l'altra si possono notare alcune incongruenze nei movimenti della ragazza: spostamenti sul palco, gesti, posizioni delle braccia, passaggi di microfono da una mano all'altra.